# Llista d'arbres de la memòria de Barcelona
Llista d'arbres de la memòria catalogats per l'Ajuntament de Barcelona com a art públic per ser manifestacions de decòrum o de memòria de la ciutat.
| Títol                                                         | Inscripció | Autor/Data                     | Material                                                        | Localització | Codi         | Imatge |
| ------------------------------------------------------------- | --- | ------------------------------ | --------------------------------------------------------------- | --- | ------------ | --- |
| Arbre de la benvinguda                                        | El xiprer és a la nostra terra signe de / benvinguda, d'acolliment i pregària. / Aquest arbre ha estat plantat en la celebració del / 75è Aniversari de la Parròquia del Sagrat Cor, tot / recordant aquells homes i dones que des de / principis del segle XX han trobat aquí acolliment, / i com a expressió de la voluntat de ser sempre / una comunitat oberta, acollidora, testimoni del / Déu – Amor al barri del Poblenou / 10 de juny de 2001                | 2001                           | Xiprer (Cupressus sempervirens) i placa de metacrilat           | Pere IV, 398 41° 24′ 40″ N, 2° 12′ 15″ E / 41.410999°N,2.204218°E                                                 | 08019/400-1  | Arbre de la benvinguda · Vegeu més fotos d'aquesta obra · Carregueu una nova foto d'aquesta obra            |
| El Pi de la plaça del Pi, El primer arbre identificat         | (primer arbre identificat amb un panot a Barcelona per ser el de més llarga tradició) | identificació 1999, 1983, 1568 | Pi (Pinus pinea)                                                | Pl. del Pi 41° 22′ 57″ N, 2° 10′ 25″ E / 41.382503°N,2.173692°E                                                   | 08019/1401-1 | El Pi de la plaça del Pi · Vegeu més fotos d'aquesta obra · Carregueu una nova foto d'aquesta obra          |
| Lledoner dels pagesos                                         | | 1994                           | Lledoner (Celtis australis)                                     | Pl. de Sant Galdric 41° 22′ 56″ N, 2° 10′ 17″ E / 41.382129°N,2.171299°E                                          | 08019/1402-1 | Carregueu una nova foto d'aquesta obra                                                                      |
| El pi marítim de Nicolau M. Rubió i Tudurí                    | PINUS PINASTER / PINASTRE / Pino Marítimo Aquest pi va ser donat a la ciutat de / Barcelona per Montserrat Pla, vídua / de Nicolau Maria Rubió i Tudurí. / Abril de 1999 | 1999                           | Pi marítim (Pinus pinaster)                                     | Parc de la Ciutadella (davant del Museu de Geologia) 41° 23′ 15″ N, 2° 11′ 06″ E / 41.387402°N,2.184894°E         | 08019/1403-1 | El pi marítim de Nicolau M. Rubió i Tudurí · Carregueu una nova foto d'aquesta obra                         |
| Ginjoler de l'ex-rector                                       | (en record del cabaret La Buena Sombra desaparegut amb una ampliació de la Universitat Pompeu Fabra) | 2002                           | Ginjoler (Ziziphus jujuba)                                      | Pl. Joaquim Xirau 41° 22′ 42″ N, 2° 10′ 35″ E / 41.378425°N,2.176447°E                                            | 08019/1404-1 | Ginjoler de l'ex-rector · Carregueu una nova foto d'aquesta obra                                            |
| Pi de l'Escola Massana                                        | Trädem omkring: skuggande, givmilda / med luft och svalka, kronor flätade samman, / viskningar. / Jag ser dig, dem. Allt förändras ständigt. / Vind I bladverk, mörker, ljus, röster; / ja, likt vänskap. Arne Johnsson Els arbres al voltant fent ombre, generosos / amb aire i frescor, entrelligats remors. / Et veig, les veig a elles. / Tot està canviant en tot moment. / Les fulles voleiant, frescor, llum, mirades, veus; / Sí, com la germanor. Maig 1999 | 1999                           | Pi marítim (Pinus pinaster)                                     | Jardins de Rubió i Lluch -accés per carrer Hospital, 56- 41° 22′ 51″ N, 2° 10′ 13″ E / 41.380717°N,2.170188°E     | 08019/1405-1 | Pi de l'Escola Massana · Carregueu una nova foto d'aquesta obra                                             |
| L'alzina de Mossèn Cinto                                      | Cap (lloat per mossèn Jacint Verdaguer en l'article «L'alzina del passeig de Gràcia» publicat a La Veu de Catalunya el 1903) | 1880                           | Alzina (Quercus ilex)                                           | Pg. de Gràcia entre Rosselló i Diagonal 41° 23′ 45″ N, 2° 09′ 36″ E / 41.395964°N,2.159915°E                      | 08019/2401-1 | L'alzina de Mossèn Cinto · Vegeu més fotos d'aquesta obra · Carregueu una nova foto d'aquesta obra          |
| Til·ler de la Concepció, Homenatge a Jesús Almirall i Andreu  | Homenatge a Jesús Almirall i Andreu (1935–1996) per la seva contribució a la millora del verd urbà. | 1998                           | Til·ler (Tilia cordata)                                         | Jardins del Rector Oliveras 41° 23′ 41″ N, 2° 10′ 04″ E / 41.394635°N,2.167804°E                                  | 08019/2404-1 | Til·ler de la Concepció · Carregueu una nova foto d'aquesta obra                                            |
| Als donants d'òrgans i teixits                                | Cercis siliquastrum / Arbre de l'amor / Árbol del Amor / En agraïment als donants d'òrgans / i teixits / 7 de juny de 2006 Generalitat de Catalunya / Departament de Salut / OCATT / Parcs i Jardins | 2006                           | Arbre de l'amor (Cercis siliquastrum)                           | Pl. de la Sagrada Família 41° 24′ 10″ N, 2° 10′ 26″ E / 41.402731°N,2.173809°E                                    | 08019/2405-1 | Als donants d'òrgans i teixits · Vegeu més fotos d'aquesta obra · Carregueu una nova foto d'aquesta obra    |
| Lledoner de l'Escola de Jardineria                            | Lledoner (Celtis australis). Arbre del cinquantenari de l'Escola de Jardineria de Barcelona. Juliol 1984. | 1984                           | Lledoner (Celtis australis)                                     | Av. Marquès de Comillas 41° 22′ 14″ N, 2° 08′ 58″ E / 41.370555°N,2.149318°E                                      | 08019/3401-1 | Carregueu una nova foto d'aquesta obra                                                                      |
| Les sòfores evangelistes                                      | Que aquests arbres plantats amb terra vinguda de diferents països europeus quedin com a símbol de pau i amistat de la nostra joventut envers aquesta acollidora ciutat. | 1989                           | Sòfora (Sophora japonica)                                       | Pl. Carles Buigas 41° 22′ 16″ N, 2° 09′ 10″ E / 41.371192°N,2.152714°E                                            | 08019/3402-1 | Les sòfores evangelistes · Carregueu una nova foto d'aquesta obra                                           |
| L'Olivera de Fabià Puigserver                                 | Cap (en memòria de Fabià Puigserver i Plana) | 1991                           | Olivera (Olea europaea)                                         | Pl. Fabià Puigserver 41° 22′ 15″ N, 2° 09′ 22″ E / 41.370862°N,2.156164°E                                         | 08019/3403-1 | L'Olivera de Fabià Puigserver · Carregueu una nova foto d'aquesta obra                                      |
| Arbres dels cònsols                                           | (plantats pels cònsols, amb un panell que identifica els respectius països) | 1999                           | 45 arbres                                                       | Parc del Migdia 41° 21′ 27″ N, 2° 09′ 08″ E / 41.357373°N,2.152182°E                                              | 08019/3404-1 | Carregueu una nova foto d'aquesta obra                                                                      |
| L'ametller de la Fundació Miró, 25è aniversari de la Fundació | Aquest ametller ha estat plantat el dia 21 de juny del 2001 amb motiu del 25è aniversari de la Fundació Joan Miró | 2001                           | Ametller (Prunus dulcis)                                        | Parc de Montjuïc 41° 22′ 06″ N, 2° 09′ 35″ E / 41.368412°N,2.159846°E                                             | 08019/3405-1 | L'ametller de la Fundació Miró · Carregueu una nova foto d'aquesta obra                                     |
| Un pi pel centenari de l'Espanyol                             | Arbre commemoratiu del centenari del RCD Espanyol. Gener 2000 | 2000                           | Pi (Pinus halepensis)                                           | Jardins d'Olga Sacharoff 41° 23′ 30″ N, 2° 07′ 59″ E / 41.391648°N,2.133144°E                                     | 08019/4401-1 | Un pi pel centenari de l'Espanyol · Vegeu més fotos d'aquesta obra · Carregueu una nova foto d'aquesta obra |
| Solidaritat amb Japó                                          | Rosa multiflora watsoniana. Rosa bambú; (nom popular al Japó). Originària del Japó. En record de les víctimes i totes les persones afectades per la tragèdia causada pel terratrèmol i posterior tsunami al Japó l'11 de març de 2011 | 2011                           | Rosa de bambú (Rosa multiflora watsoniana)                      | Parc de Cervantes 41° 23′ 06″ N, 2° 06′ 21″ E / 41.384964°N,2.105845°E                                            | 08019/4404-1 | Solidaritat amb Japó · Carregueu una nova foto d'aquesta obra                                               |
| Olivera del Parc de l'Oreneta                                 | (placa commemorativa de la rehabilitació del Parc de l'Oreneta) | 1993                           | Olivera (Olea europaea)                                         | Parc de l'Oreneta (Carrer Montevideo) 41° 23′ 54″ N, 2° 06′ 49″ E / 41.398368°N,2.113500°E                        | 08019/5401-1 | Olivera del Parc de l'Oreneta · Vegeu més fotos d'aquesta obra · Carregueu una nova foto d'aquesta obra     |
| Arbre del noi mort                                            | Símbol d'estimació dels teus familiars i amics |                                | Còcul (Cocculus laurifolius)                                    | Ganduxer, 130 (Centre Cultural Pere Pruna) 41° 24′ 11″ N, 2° 07′ 53″ E / 41.403169°N,2.131337°E                   | 08019/5402-1 | Arbre del noi mort · Vegeu més fotos d'aquesta obra · Carregueu una nova foto d'aquesta obra                |
| Alzina del Centenari de la Festa de l'Arbre                   | (placa commemorativa del centenari de la Festa de l'Arbre, iniciativa de Rafael Puig i Valls) | 1999                           | Alzina (Quercus ilex)                                           | Mirador de Sant Joan de les Abadesses. Parc dels Tres Turons 41° 25′ 06″ N, 2° 09′ 59″ E / 41.418296°N,2.166507°E | 08019/7402-1 | Carregueu una nova foto d'aquesta obra                                                                      |
| Arbreda de la memòria                                         | (iniciativa de Juan Pablo Jaroslavsky en record dels desapareguts durant la dictadura militar argentina 1975–1983) | 1995                           | 258 alzines (Quercus ilex) i 45 alzines sureres (Quercus suber) | Turó de Roquetes 41° 27′ 01″ N, 2° 10′ 24″ E / 41.450356°N,2.173211°E                                             | 08019/8401-1 | Carregueu una nova foto d'aquesta obra                                                                      |
| Ginjoler dedicat a Pere Fontàs                                | (placa commemorativa del compositor de sardanes Pere Fontàs i Puig) | Plantat: 1999; dedicat: 2002   | Ginjoler (Ziziphus jujuba)                                      | Parc de la Guineueta 41° 26′ 25″ N, 2° 10′ 23″ E / 41.440402°N,2.173010°E                                         | 08019/8402-1 | Carregueu una nova foto d'aquesta obra                                                                      |